# 요제프 브로이어

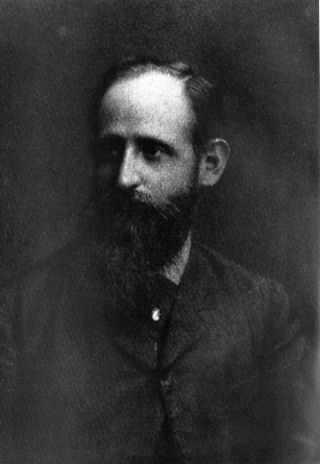

요제프 브로이어(Josef Breuer, 1842년 1월 15일 ~ 1925년 6월 20일)는 신경생리학 부문의 주요 발견을 이룩한 의사이다.
빈에서 태어났으며 아버지 레오폴드 브로이어(Leopold Breuer)는 빈의 유대인 공동체에서 종교를 가르쳤다. 브로이어의 어머니는 그가 매우 어렸을 때 사망했으며 할머니에 의해 양육을 받았고 8세까지 아버지에 의해 교육을 받았다. 1858년 Akademisches Gymnasium를 졸업하고 빈 대학교에서 의학을 공부했다. 1867년 의학 시험을 통과하고 대학교에서 내과의 Johann Oppolzer의 조수로 일했다.

## 같이 보기
- 니체가 눈물을 흘릴 때